# Zapytów
Zapytów (ukr. Запитів) – osiedle typu miejskiego (dawniej wieś) na Ukrainie w obwodzie lwowskim (rejon lwowski, do 2020 roku rejon kamionecki). 2964 mieszkańców (2020), w 2001 było ich 2788.
Znajduje tu się stacja kolejowa Zapytów, położona na linii Lwów – Łuck – Kiwerce.

## Historia
W II Rzeczypospolitej do 1934 samodzielna wiejska gmina jednostkowa. Następnie należała do zbiorowej wiejskiej gminy Jaryczów Stary w powiecie lwowskim w woj. lwowskim. Pod okupacją niemiecką w Polsce siedziba wiejskiej gminy Zapytów. 
Po wojnie wieś została odłączona od Polski i włączona w struktury Ukraińskiej SRR.